# ヘトゥアラ
ヘトゥアラ（赫図阿拉、黒禿阿喇、黒図阿拉、ᡥᡝᡨᡠ
ᠠᠯᠠ、転写：hetu ala）は、女真族の実力者で後金の創始者ヌルハチが出生し、本拠とした町。満州語で「横の岡」を意味する。現在の中華人民共和国遼寧省撫順市新賓満族自治県の西、永陵鎮老城村にあたる。
この地で生まれ建州女直を支配するに至ったヌルハチは、天命元年（1616年、明の万暦44年）、ヘトゥアラ（hetu alai hecen、ヘトゥアラ城）で明からの独立と「アイシン国」（aisin gurun、金国、一般には後金と呼ばれる）の建国、ハンへの即位を宣言し、その都を長年自分の居城であったヘトゥアラに定めた。ヌルハチは1622年に都を遼陽に移し、さらに1625年には瀋陽へ遷都し盛京（満州語：abkai gosiha mukden、天の愛するムクデン）と改名した。
崇徳元年（1636年、明の崇禎9年）、ホンタイジは国号を清に改め、旧都ヘトゥアラも興京（満洲語：abkai gosiha yenden、天の愛するイェンデン）と改名した。